# 佐藤俊二
佐藤俊二（1896年9月12日 - 1977年1月2日）是日本侵华战争时期一名陆军军官、细菌科医生，其最终军衔为陆军军医少将。在战争中，他曾先后担任广州「波」第8604以及南京「榮」（登）第1644两支日本细菌战部队的负责人，负责日本細菌武器的制造以及细菌战的准备工作。战争末期他被苏联军队俘虏并在伯力审判中被判处有期徒刑20年，最终在日苏恢复邦交后获释回到日本。

## 生平
佐藤俊二于1896年（明治29年）9月12日出生在日本爱知县丰桥城。1923年，佐藤俊二毕业于东京医科大学并在同年作为病理学专家参加日本陆军。1931年他因出版《葡萄糖凝结实验》一书获得医学博士学位。1941年（昭和16年）1月，他担任日本华中方面军防疫给水部部长。该部门的对外使命是防止疾病蔓延和监测供水，实际则负责制造和测试生物武器。同年8月15日，他晋升为医务大佐，并从1941年11月起指挥日本华南方面军第8604部队。这支在中国南部作战的生物战部队主要驻扎在广州。在担任8604部队长期间，佐藤俊二指挥部下使用沙门氏菌、伤寒菌等菌种以食物、人体注射以及虫鼠媒介等方式在南石头难民收容所内秘密进行人體實驗，杀害大量香港和当地难民。原日本陆军第十三师团参谋情报课长三品隆行在伯力审判中作证佐藤俊二在浙赣战役末期曾随石井四郎抵达第十三师团司令部参加讨论在日军撤退时实施细菌战的细节。
1943年2月，佐藤俊二被调往南京，任荣字1644部队第4任部队长。在任上，他领导这支部队大量繁殖老鼠、跳蚤并且在每个生产周可以生产10公斤致命细菌。同时还每年为日本军队培养300名细菌学家专门从事细菌战的准备工作。
1944年（昭和19年）3月1日，佐藤俊二被任命为驻扎在满洲国的日本帝国陆军第五军军医部部长。在任上，他又命令所属各部队大量抓捕老鼠给到731部队第643支队以扩充这支部队的细菌生产能力。因积极参与细菌战等活动，佐藤俊二获得“旭日”和“金鵄”勋章。1945年（昭和20年）6月10日，他被晋升为医务少将，在战争结束前一直驻扎在满洲。

### 战后
1945年8月，苏联入侵满洲期间，佐藤俊二被红军俘虏，并被指控犯有战争罪。在伯力審判中，佐藤俊二作为12名被告之一，由律师波加切夫进行辩护。在1949年12月6日的预审中，佐藤俊二承认曾领导过两支从事研究和生产致命细菌的部队，但并不承认进行过人体实验。在审判过程中，佐藤俊二态度顽固，屡次否认率队参加对中国部队的细菌战。由于他刻意隐瞒了在广州波字8604部队进行人体实验的事实，获得了一定的减刑。1949年12月30日，佐藤俊二被伯力濱海邊疆區軍區军事法庭审判长契尔特科夫少将法官宣告判处有期徒刑20年。此后他在伊万诺沃州的军官营服刑。1956年日苏恢复外交关系后，他被释放并遣返回日本。
1948年1月31日，他被暂时禁止担任公职。1977年（昭和52年）1月2日，佐藤俊二死亡。

## 脚注
1. ↑  吳軍捷 (2021)，第177頁.
2. 1 2 3  福川秀樹 (2001)，第348頁.
3. 1 2 3 4 5 6 7 8 9  金成民 (2008)，第345頁.
4. 1 2  外山操 (1981)，第549頁.
5. ↑  王俊彦 (2005)，第448-449頁.
6. 1 2  王俊彦 (2005)，第448頁.
7. 1 2  郭晓晔 (2024)，第210頁.
8. 1 2  金成民 (2008)，第615頁.
9. ↑  刘雅玲 & 龚积刚 (2004)，第146頁.
10. ↑  名越二荒之助 (2001)，第69頁.
11. ↑  近藤昭二 (2011)，第8頁.
12. ↑  Кузнецов (2019)，第161-162頁.
13. ↑  総理庁官房監査課 (1949)，第211頁.

### 图书
- 福川秀樹 (编).  . 芙蓉書房出版. 2001. ISBN 4829502738. OCLC 46814317 （日语）.
- 外山操 (编).  . 芙蓉書房出版. 1981. ISBN 4829500026 （日语）.
- 総理庁官房監査課 (编). .  . 日比谷政経会. 1949. OCLC 673171560 （日语）.
- 名越二荒之助.  . 展転社. 2001. ISBN 9784886562029 （日语）.
- 吳軍捷. . 中华书局. 2021. ISBN 9789888759538 （中文（繁體））.
- 郭晓晔. . 中国专业作家纪实文学典藏文库. 北京: 中国盲文出版社. ISBN 7-5002-0958-4 （中文（中国大陆））.
- 金成民. . 哈尔滨: 黑龙江人民出版社. 2008. ISBN 9787207079084 （中文（中国大陆））.
- 刘雅玲; 龚积刚. . 长沙: 湖南人民出版社. 2004-09. ISBN 978-7-5438-3763-8 （中文（中国大陆））.
- 王俊彦. . 北京: 中国文史出版社. 2005. ISBN 9787503416743 （中文（中国大陆））.
- Кузнецов, Д. В.  . Благовещенск: Издательство БГПУ. 2019. ISBN 978-5-8331-0420-0 （俄语）.

### 期刊
- 近藤昭二.  . 15年戦争と日本の医学医療 研究会会誌. 2011-12, 12 (1). ISSN 1346-0463 （日语）.